# هاریس (آیووا)
هاریس (به انگلیسی: Harris) شهری در ایالت آیووا کشور ایالات متحده آمریکا است که جمعیت آن در سرشماری سال ۲۰۱۰ میلادی، ۱۷۰ نفر بوده‌است.